# Beit Hanoun
Beit Hanoun (em árabe: بيت حانون) foi uma cidade palestina no nordeste da Faixa de Gaza,  situada nas proximidades do estreito de Hanoun, a 6 km da cidade Israelense de  Sderot.
Segundo o Escritório Central Palestino de Estatística, tinha uma população de 32,187, em meados de 2006. atualmente zero desde fins de 2023. Era administrada pela Autoridade Nacional Palestina.